# Riwal Cycling Team
El Riwal Cycling Team (codi UCI: RIW), conegut anteriorment com a Team Concordia, és un equip ciclista danès professional de categoria UCI ProTeam.

## Principals resultats
- Scandinavian Race Uppsala: Philip Nielsen (2010), Jonas Aaen Jørgensen (2014), Nicolai Brøchner (2015, 2017)
- Himmerland Rundt: Jonas Gregaard Wilsly (2016), Nicolai Brøchner (2017)
- Tour d'Overijssel: Nicolai Brøchner (2017)
- Kreiz Breizh Elites: Jonas Gregaard Wilsly (2017)

## Classificacions UCI
A partir del 2009 l'equip s'incorpora als circuits continentals de ciclisme i en particular a l'UCI Europa Tour.
UCI Àfrica Tour
| Temporada | Classificació per equips | Millor ciclista en la classificació individual |
| --------- | ------------------------ | ---------------------------------------------- |
| 2012      | 16è                      | Lars Andersson (72è)                           |

UCI Amèrica Tour
| Temporada | Classificació per equips | Millor ciclista en la classificació individual |
| --------- | ------------------------ | ---------------------------------------------- |
| 2010      | 24è                      | Sebastian Lander (200è)                        |
| 2011      | 31è                      | Lasse Norman Hansen (206è)                     |

UCI Àsia Tour
| Temporada | Classificació per equips | Millor ciclista en la classificació individual |
| --------- | ------------------------ | ---------------------------------------------- |
| 2009      | 53è                      | Philip Nielsen (268è)                          |
| 2012      | 64è                      | Nikola Aistrup (274è)                          |

UCI Europa Tour
| Temporada | Classificació per equips | Millor ciclista en la classificació individual |
| --------- | ------------------------ | ---------------------------------------------- |
| 2009      | 85è                      | Daniel Foder (372è)                            |
| 2010      | 65è                      | Philip Nielsen (202è)                          |
| 2011      | 64è                      | Rasmus Christian Quaade (255è)                 |
| 2012      | 87è                      | Lars Andersson (373è)                          |
| 2013      | 62è                      | Martin Mortensen (102è)                        |
| 2014      | 57è                      | Jonas Aaen Jørgensen (209è)                    |
| 2015      | 70è                      | Nicolai Brøchner (134è)                        |
| 2016      | 56è                      | Nicolai Brøchner (331è)                        |
| 2017      | 32è                      | Nicolai Brøchner (136è)                        |
| 2018      | 48è                      | Andreas Stokbro (181è)                         |
| 2019      | 14è                      | Rasmus Christian Quaade (189è)                 |
| 2020      | 11è                      | Andreas Kron (132è)                            |
| 2021      | 24è                      | Lucas Eriksson (220è)                          |

UCI Oceania Tour
| Temporada | Classificació per equips | Millor ciclista en la classificació individual |
| --------- | ------------------------ | ---------------------------------------------- |
| 2010      | 53è                      | Sebastian Lander (46è)                         |

El 2016 la Classificació mundial UCI passa a tenir en compte totes les proves UCI. Durant tres temporades existeix paral·lelament amb la classificació UCI World Tour i els circuits continentals. A partir del 2019 substitueix definitivament la classificació UCI World Tour.
| Temporada | Classificació per equips | Millor ciclista en la classificació individual |
| --------- | ------------------------ | ---------------------------------------------- |
| 2016      | -                        | Nicolai Brøchner (558è)                        |
| 2017      | -                        | Nicolai Brøchner (304è)                        |
| 2018      | -                        | Mathias Norsgaard (480è)                       |
| 2019      | 33è                      | Rasmus Christian Quaade (224è)                 |
| 2020      | 31è                      | Andreas Kron (160è)                            |
| 2021      | 45è                      | Lucas Eriksson (259è)                          |